# EIF3F
EIF3F (англ. Eukaryotic translation initiation factor 3 subunit F) – білок, який кодується однойменним геном, розташованим у людей на короткому плечі 11-ї хромосоми.  Довжина поліпептидного ланцюга білка становить 357 амінокислот, а молекулярна маса — 37 564.
| 10         |  | 20         |  | 30         |  | 40         |  | 50         |
| ---------- |  | ---------- |  | ---------- |  | ---------- |  | ---------- |
| MATPAVPVSA |  | PPATPTPVPA |  | AAPASVPAPT |  | PAPAAAPVPA |  | AAPASSSDPA |
| AAAAATAAPG |  | QTPASAQAPA |  | QTPAPALPGP |  | ALPGPFPGGR |  | VVRLHPVILA |
| SIVDSYERRN |  | EGAARVIGTL |  | LGTVDKHSVE |  | VTNCFSVPHN |  | ESEDEVAVDM |
| EFAKNMYELH |  | KKVSPNELIL |  | GWYATGHDIT |  | EHSVLIHEYY |  | SREAPNPIHL |
| TVDTSLQNGR |  | MSIKAYVSTL |  | MGVPGRTMGV |  | MFTPLTVKYA |  | YYDTERIGVD |
| LIMKTCFSPN |  | RVIGLSSDLQ |  | QVGGASARIQ |  | DALSTVLQYA |  | EDVLSGKVSA |
| DNTVGRFLMS |  | LVNQVPKIVP |  | DDFETMLNSN |  | INDLLMVTYL |  | ANLTQSQIAL |
| NEKLVNL    |  |            |  |            |  |            |  |            |

A: Аланін

C: Цистеїн

D: Аспарагінова кислота

E: Глутамінова кислота

F: Фенілаланін

G: Гліцин

H: Гістидин

I: Ізолейцин

K: Лізин

L: Лейцин

M: Метіонін

N: Аспарагін

P: Пролін

Q: Глутамін

R: Аргінін

S: Серин

T: Треонін

V: Валін

W: Триптофан

Кодований геном білок за функціями належить до гідролаз, протеаз, факторів ініціації, тіолових протеаз. 
Задіяний у таких біологічних процесах як біосинтез білка, убіквітинування білків. 
Локалізований у цитоплазмі.